# Bandar Dolok (Dolok Panribuan)
Bandar Dolok is een bestuurslaag in het regentschap Simalungun van de provincie Noord-Sumatra, Indonesië. Bandar Dolok telt 926 inwoners (volkstelling 2010).